# ソライロアサガオ
ソライロアサガオ（空色朝顔、学名: Ipomoea tricolor）は、ヒルガオ科の一年草である。アメリカソライロアサガオともいう。園芸では「西洋朝顔（セイヨウアサガオ）」と呼ばれることが多い。
種はリゼルグ酸アミド（エルジン）を含み、南米の先住民に幻覚剤として用いられてきた。様々な栽培品種には、絞り模様のフライングソーサー、青のヘブンリーブルー、白のパーリーゲートなどがある。

## 形態・生態
茎には毛はなく、棘がある。対して、アサガオの茎には毛が生えている。
葉の形はサツマイモに似ている。
一箇所から5〜6輪の花が咲く。対して、アサガオの花は一箇所から1輪、花のがくは長くのびている。
いくつかの園芸品種が作出され、観賞用に栽培されている。アサガオより品種は少ないが、主な品種に、青色無地のヘブンリーブルー(Heavenly Blue)、ヘブンリーブルーを早咲きに改良したアーリーヘブンリーブルー、薄い水色に濃い青の筋が入るブルースター(Blue Star)、絞り模様のフライングソーサー(Flying Saucers)、白色のパーリーゲート(Pearly Gates) 、ピンク色のウェディングベル (Wedding Bells)などがある。ヘブンリーブルーは、王立園芸協会のガーデン・メリット賞を受賞している。

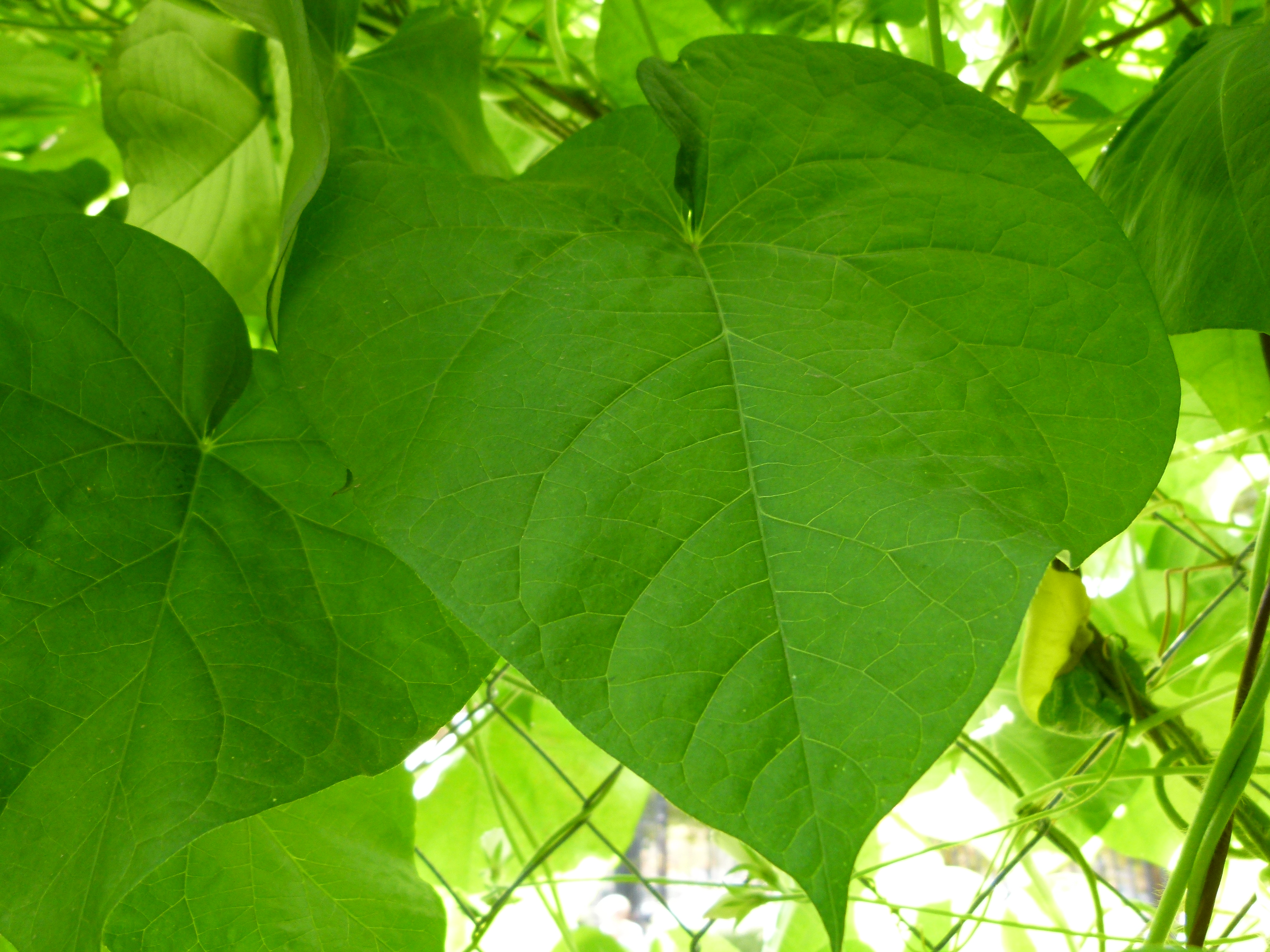
葉
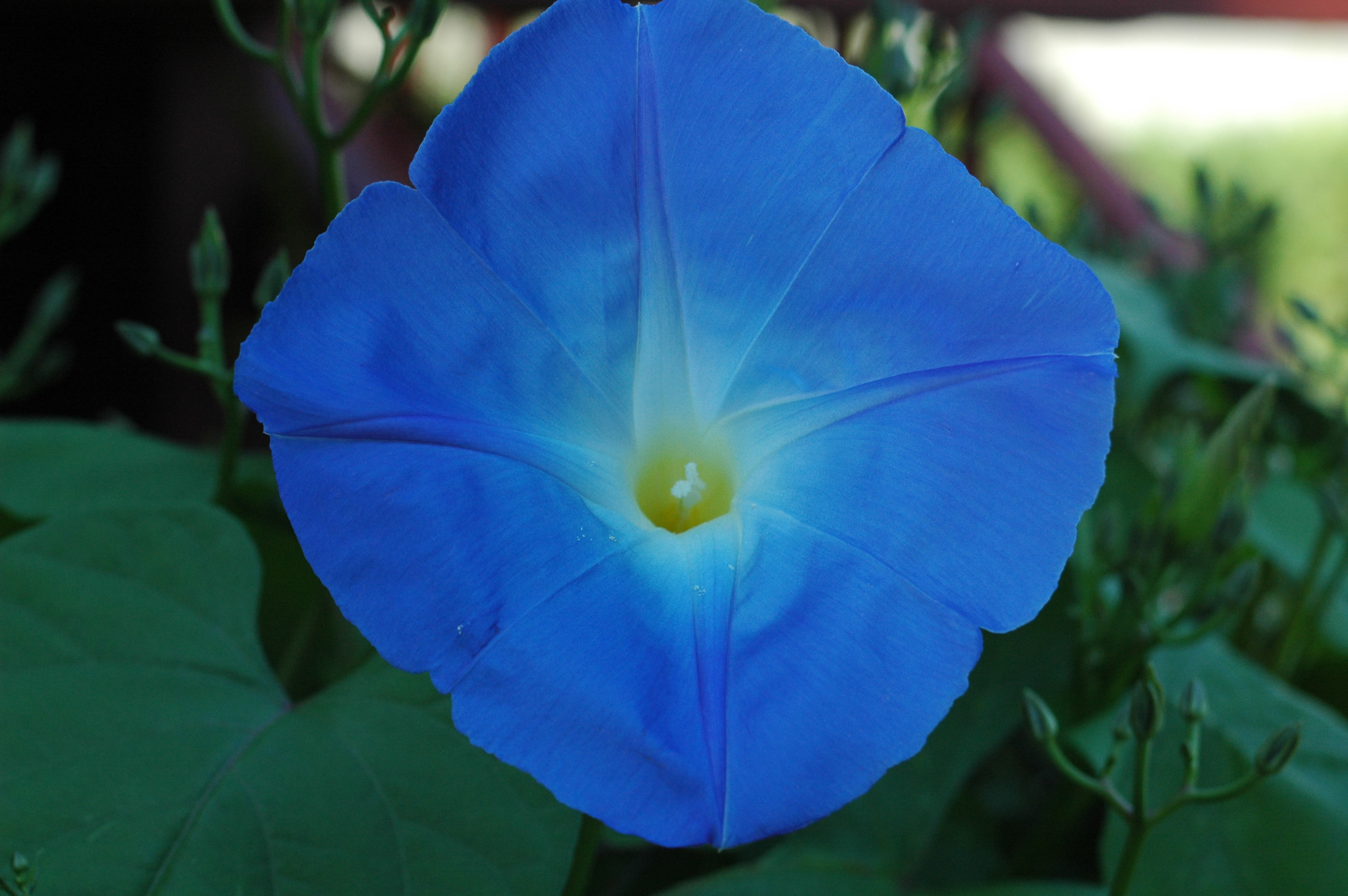
花
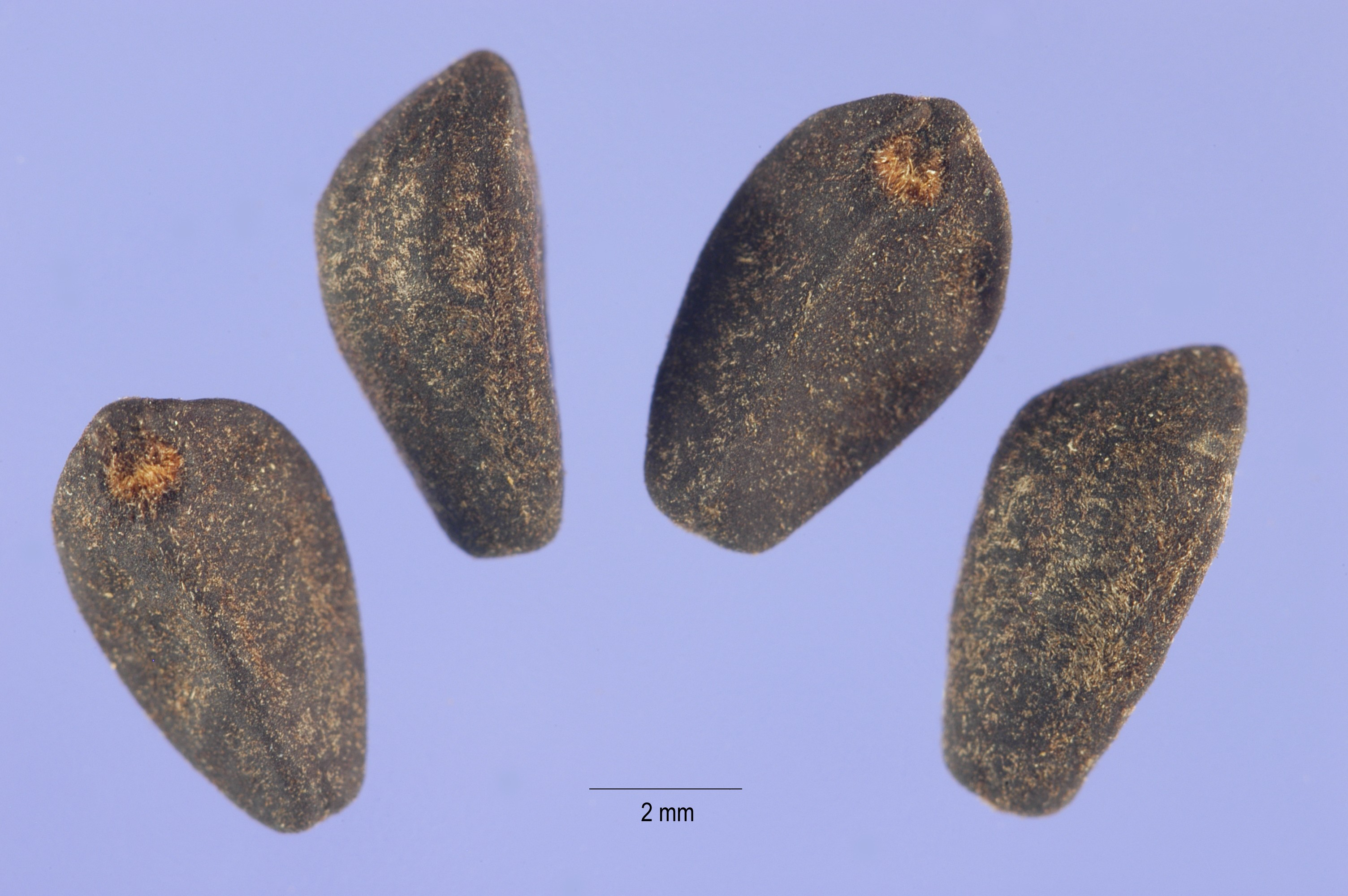
種子

## 分布
原産地は熱帯アメリカ。

## 人間との関わり

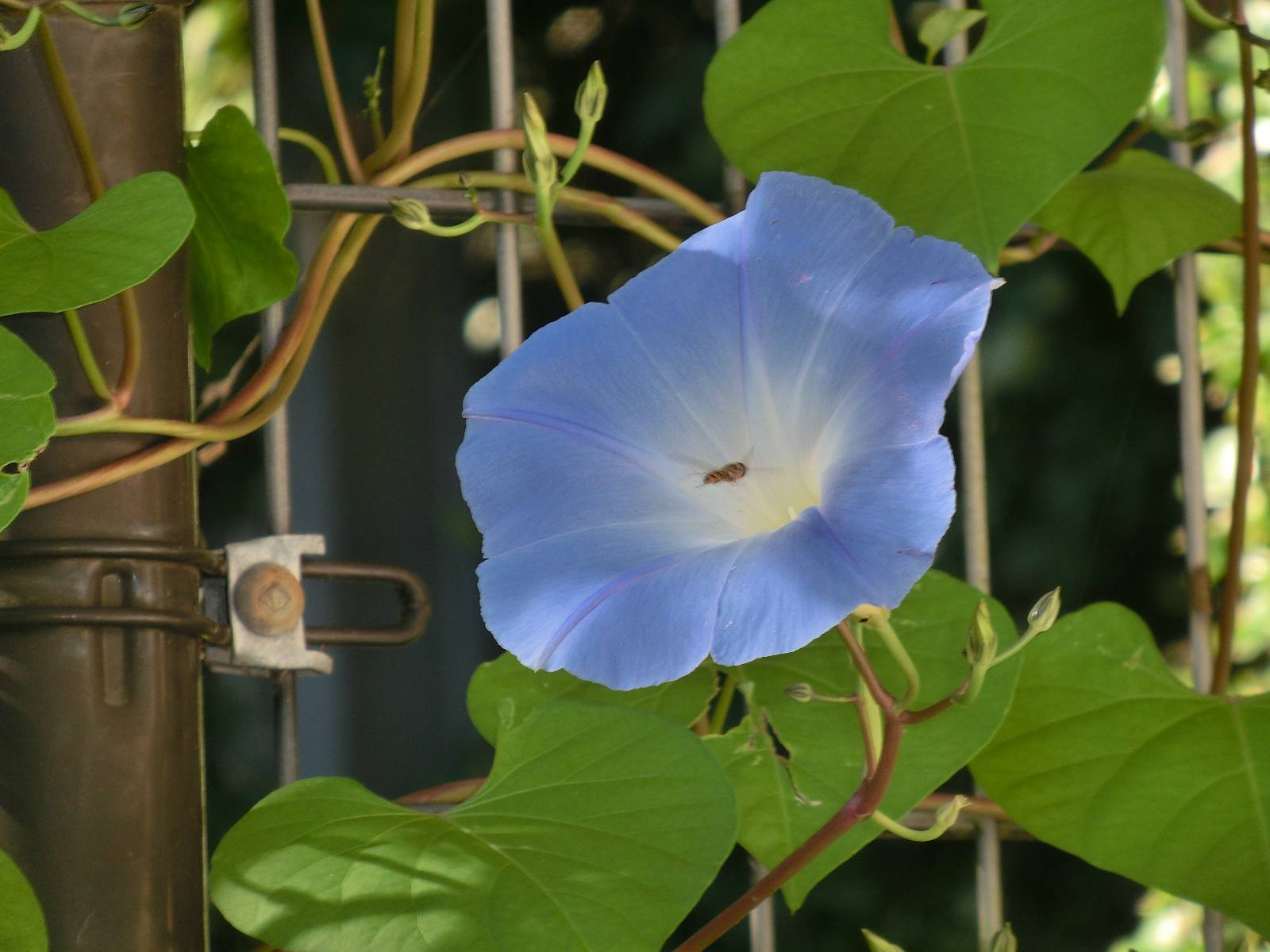
11月にミツバチの訪問

垣根用に栽培されるが、はびこりやすく、他の草花の領域まで侵入するので、時々余分な枝を始末したり、育ちすぎたら抜いてしまった方がよいことがある。東京標準で、5月上中旬に播種する。タネはアサガオと同じくらい大きく、播きやすい。栽培地に直まきし、5mmくらい覆土する。丈夫で、痩せ地でもよくでき、かえって肥沃地では葉ばかり茂って花が咲かなくなる傾向がある。
花言葉は「愛着」である。

## 幻覚剤としての利用
その種、蔓、花、また葉はエルゴリンアルカロイドを含み、何世紀にもわたり、多くのメキシコの先住民族の文化において、幻覚剤として利用されてきた。アステカでツリッリリチン（tlitliltzin）として知られ、ナワトル語で「黒」の語に敬意を込めた接尾辞が付いている。南米で、その種はバドー・ネグロ（badoh negro）としても知られる。
1941年にリチャード・シュルツはメキシコのアメリカ先住民による、アステカ時代までさかのぼるその使用を簡単に報告した。さらなる調査は、Don Thomes MacDougallによって1960年に報告されており、Ipomoea tricolorの種が、あるサポテコ族によって秘跡に用いられ、時に、同様の化学組成をもつ異なる種であるリベア・コリボサの種子と一緒に利用されていた。
種の幻覚性の特性は、主にリゼルグ酸アミド（エルジン）に起因しているとみなされている。リセルグ酸ヒドロキシエチルとエルゴノビンもまた、植物におけるサイケデリックなアルカロイドであるとみなされている。
種には配糖体も含まれ、吐き気を起こすことがある。